# Imleria
Imleria is een geslacht van schimmels behorend tot de familie Boletaceae. Het werd in 2014 opgericht door Alfredo Vizzini als een nieuw geslacht voor wat eerder Boletus badius of Xerocomus badius was genoemd. Het werd in zijn eigen geslacht geplaatst vanwege zijn verschillende morfologische kenmerken en omdat het eerder in zijn eigen geslacht thuishoorde in een moleculaire fylogenetica-studie door Gelardi et al. (2013). Soorten van het geslacht Imleria zijn te vinden in Europa, Noord-Amerika en Azië. Het geslacht is genoemd ter ere van de Belgische mycoloog Louis Imler (1900-1993).

## Soorten
Volgens Index Fungorum bevat het geslacht acht soorten (peildatum augustus 2023):
| Soortnaam                      | Auteur(s)                                | Publicatiejaar |
| ------------------------------ | ---------------------------------------- | -------------- |
| Imleria badia (Kastanjeboleet) | (Fr.) Vizzini                            | 2014           |
| Imleria floridana              | A. Farid, A.R. Franck & J. Bolin         | 2020           |
| Imleria heteroderma            | (J. Blum) T. Rödig                       | 2015           |
| Imleria obscurebrunnea         | (Hongo) Xue T. Zhu & Zhu L. Yang         | 2014           |
| Imleria pallida                | (Frost) A. Farid, A.R. Franck & J. Bolin | 2020           |
| Imleria parva                  | Xue T. Zhu & Zhu L. Yang                 | 2015           |
| Imleria spadiceomaculans       | (H. Engel & W. Härtl) C. Hahn            | 2020           |
| Imleria subalpina              | Xue T. Zhu & Zhu L. Yang                 | 2015           |